# ۴۳۵ (میلادی)
۴۳۵ (میلادی) چهارصد و سی و پنجمین سال تقویم میلادی است.

## درگذشتگان
‎